# Auxanommatidia simplex
Auxanommatidia simplex är en tvåvingeart som beskrevs av Borgmeier 1958. Auxanommatidia simplex ingår i släktet Auxanommatidia och familjen puckelflugor. Inga underarter finns listade i Catalogue of Life.